# متباينة كوشي-شفارتس
في الرياضيات، متراجحة كوشي-شفارتس أو كما يسميها الروس متراجحة كوشي-بونياكوفسكي (بالإنجليزية: Cauchy–Schwarz inequality)‏ واحدة من أهم المتراجحات في الرياضيات كلها. نشرت بالنسبة للمجاميع من طرف عالم الرياضيات الفرنسي أوغستين لوي كوشي عام 1821، بينما وجد فيكتور بونياكوفسكي المتراجحة المكافأة لها والمتعلقة بالتكاملات عام 1859. ثم اكتشفت مرة ثانية عام 1888 من طرف عالم الرياضيات الألماني هيرمان شفارتس.

## نص المتراجحة
تنص متراجحة كوشي-شفارتس بالنسبة لكل متجهتين x وy في فضاء مزود بجداء داخلي على ما يلي:
{\displaystyle |\langle x,y\rangle |^{2}\leq \langle x,x\rangle \cdot \langle y,y\rangle ,}

## الفيزياء
الصيغة العامة لمبدأ الشك لهايزنبرغ ينبثق من متراجحة كوشي-شفارتس في فضاء هلبرت، مكونٍ من جزيئات ملاحظة.